# はくちょう座ガンマ星
はくちょう座γ星は、はくちょう座で2番目に明るい恒星で2等星。北十字の交点に位置する。

## 概要
珍しい黄色超巨星である。誕生した頃は太陽の14〜16倍の質量があったものと考えられている。変光しているか否かは定かではないものの、74日の周期で振動している。

## 名称
学名は γ Cygni（略称 γ Cyg）。固有名サドル (Sadr) はアラビア語で「雌鶏の胸」を意味するصدر ṣadr al-dajāja に由来する。2016年8月21日に国際天文学連合の恒星の命名に関するワーキンググループ (Working Group on Star Names, WGSN) は、Sadr をはくちょう座γ星の固有名として承認した。